# Niceforo Callisto Xanthopoulos

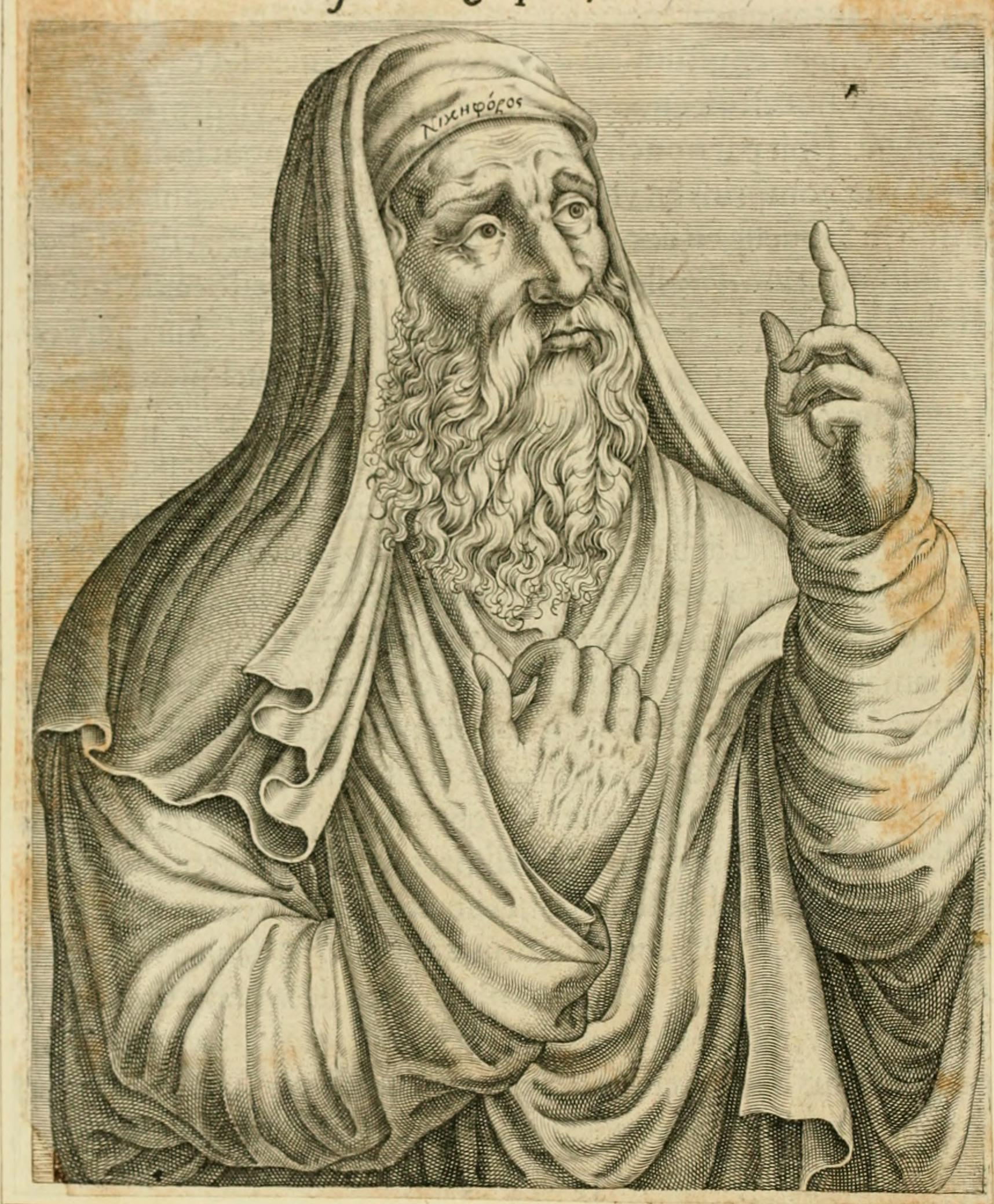
Ritratto di Niceforo Callisto Xanthopoulos presente all'interno del Les vrais pourtraits et vies des hommes illustres grecz, latins et payens (1584), opera del francescano francese André Thevet (1514-1590).

Niceforo Callisto Xanthopoulos, detto Nilo una volta divenuto monaco (in greco Νικηφόρος Κάλλιστος Ξανθόπουλος?, Nikiphóros Kállistos Xanthópulos; Costantinopoli, 1264 – Costantinopoli, 1328), è stato un letterato, storico e monaco cristiano bizantino.

## Biografia
Le notizie a nostra disposizione inerenti la vita di Niceforo Callisto sono purtroppo molto scarne e, nella maggior parte dei casi, desunte dalle sue stesse opere o da riferimenti fatti a lui nei testi di altri autori suoi contemporanei. 
Niceforo nacque molto probabilmente intorno al 1274 a Costantinopoli. Stando a quanto lui stesso scrive nel primo capitolo del Libro I della sua Historia ecclesiastica, ebbe modo di formarsi all'interno della Scuola patriarcale di Santa Sofia, presso cui fu in seguito attivo come copista, chierico e bibliotecario. Fu sempre qui che Niceforo, oltre a raccogliere il materiale necessario alla stesura della sua immensa opera di storia della Chiesa, conobbe anche Giorgio Pachimere, del quale fu allievo. 
La pochezza delle informazioni biografiche generali è compensata dal considerevole numero di menzioni che vengono fatte a Niceforo nei lavori di altri intellettuali della sua epoca. Si ricordi, per esempio, che il poeta Manuele File gli dedicò tre carmi, paragonandolo in uno di questi alla luce del sole (poiché guardi in profondità le cose più straordinarie della scrittura). Sembra poi che anche Teodoro Metochite fosse particolarmente legato a Niceforo e alla sua famiglia. Lo statista bizantino dedicò, infatti, il dodicesimo dei suoi Poemi a Niceforo, e l'undicesimo al fratello di quest'ultimo, Teodoro Xanthopulos (XIII-XIV secolo).
Anche l'epistolografia dell'epoca ha lasciato importanti tracce del nome di Niceforo, al quale scrive diverse lettere anche uno storico importante come Niceforo Gregora. Un suo altro corrispondente epistolare fu Michele Gabras, che fu legato, oltre che a Teodoro Xanthopoulos, anche al terzo fratello Giorgio (XIII-XIV secolo), del quale non è noto praticamente nulla.
Tutte queste connessioni restituiscono il ritratto di un intellettuale perfettamente inserito all'interno della res publica litterarum della prima età paleologa. Le menzioni all'interno dei lavori di Manuele File e Niceforo Gregora attestano che il personaggio godeva di una certa stima all'interno degli ambienti culturali; quella, invece, nei Poemi di Metochite spinge a riflettere sulla possibile vicinanza di Niceforo ai vertici politici dell'Impero bizantino. Lo stesso fratello di Niceforo, Teodoro pare fosse il patriarca (almeno così lo chiama Manuele File, che gli dedicò tre carmi al pari del fratello) di un luogo non ancora identificato e che fu membro di una delegazione che l'imperatore Andronico II inviò al nipote Andronico III per rimproverarlo del suo comportamento.

## Historia ecclesiastica
L'opera più importante della produzione di Niceforo è senza dubbio l'Historia ecclesiastica, composta da diciotto volumi che trattano degli eventi che vanno dalla nascita di Cristo alla caduta dell'usurpatore bizantino Foca nel 610. È molto probabile che, almeno inizialmente, Niceforo avesse intenzione di spingersi sino al 911 (al regno del sovrano macedone Leone VI il Saggio), visto che all'interno del primo capitolo del Libro I egli accenna al contenuto di cinque ulteriori libri (XIX-XIII), purtroppo perduti - o forse mai scritti.
Per i primi quattro secoli, Niceforo Callisto si appoggiò sulle opere dei suoi predecessori, Eusebio di Cesarea, Sozomeno, Teodoro di Ciro, ed Evagrio Scolastico, senza tuttavia un esame critico; per il periodo posteriore, invece, ricorse a documenti che ora risultano introvabili.
Di quest'opera è pervenuto un solo manoscritto che ha una storia alquanto travagliata: se ne impossessò un soldato turco che lo trafugò dalla Biblioteca Corviniana di Buda ai tempi del re Mattia Corvino (1443 - 1490). Apparve qualche tempo dopo a Istanbul dove fu acquistato da un cristiano, e infine finì nella biblioteca imperiale di Vienna.

## Altre opere
Un tempo si attribuivano a Niceforo Callisto altri cinque libri della storia ecclesiastica concernenti il periodo che va dalla morte di Leone sesto il Saggio fino al 911; ma, poiché mai trovati o menzionati in opere di altri autori, la critica attuale tende a pensare che essi non furono mai scritti.
Oltre alla Historia Ecclesiastica vengono a lui attribuite:
- Una lista di imperatori e patriarchi di Costantinopoli;
- Un poema trattante la conquista di Gerusalemme;
- Una sinossi dei libri biblici in versi giambici.